# Langues subanon
Les langues subanon (ou subanun) sont un des petits groupes de langues composant les langues grandes philippines centrales. Ces dernières font partie des langues philippines, un des rameaux de la branche malayo-polynésienne des langues austronésiennes. 
Les langues subanon sont parlées aux Philippines, dans la péninsule de Zamboanga, située sur l'île de Mindanao.

## Classification

Les langues philippines, entourées en bleu

Blust (1991) classe les langues subanon à l'intérieur du groupe du grand philippin central. Les langues sont :
- subanen central ou subanun de Sindangan
- subanen du Nord
- subanon de Kolibugan
- subanon occidental ou subanun de Siocon
- subanun de Lapuyan